# Bienenfresser (Familie)
Die Bienenfresser oder Spinte (Meropidae) bilden eine Familie mittelgroßer Vögel, die in Afrika, in West- und Südeuropa, teilweise auch in Mittel- und Osteuropa, im Nahen Osten, Südasien, Südostasien, Australien und Neuguinea vorkommen. In reinen Wüstengebieten, z. B. in der Sahara oder der zentralarabischen Wüste, sowie in Nord-, Mittel- und Südamerika kommen Bienenfresser nicht vor. Sie werden zu den Rackenvögeln (Coraciiformes) gestellt.

## Merkmale
Bienenfresser sind kleine, sehr farbige Vögel, bei denen grüne, blaue und gelbe Tönungen dominieren. Die Rückenseite ist in der Regel dunkler als die Bauchseite. Beide Geschlechter sind äußerlich kaum zu unterscheiden. Der Rumpf ist länglich-oval, der Hals kurz und dick. Der Schnabel ist lang und schlank, seitlich abgeflacht und gebogen. Die Flügel sind lang und zugespitzt, der Schwanz ist ebenfalls lang. Die Beine sind kurz, die Füße sind klein.

## Lebensraum und Lebensweise

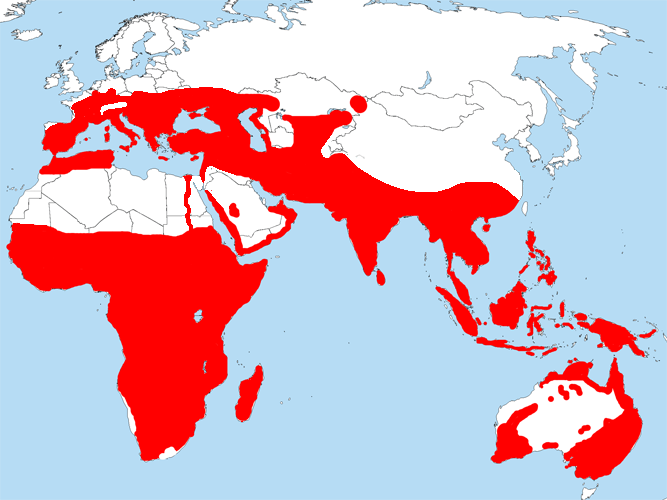
Die Verbreitung der Bienenfresser

Die meisten Bienenfresserarten leben in offenen Habitaten, in Savannen, offenen Wäldern, Waldrändern, nur wenige Arten sind Bewohner dichter Wälder. Bienenfresser sind auf große Insektennahrung spezialisiert. Sie lauern auf einer Warte auf ihre Beute, die im Fluge gefangen wird. Lediglich der Saphirspint (M. muelleri) sucht seine Nahrung in Bodennähe. Oft bilden Bienen und Wespen die bevorzugte Nahrung. Bienenfresser haben ein sehr unterschiedliches Brutverhalten. Einige Arten brüten als solitäre Paare, andere bilden große Nistkolonien. Die Nester werden am Ende von selbst gegrabenen Tunneln in sandigen Hängen errichtet. Das Gelege besteht aus zwei bis sieben Eiern. Beide Eltern, manchmal unterstützt von Exemplaren aus vorherigen Bruten, beteiligen sich am Graben der Tunnel, dem Brüten und der Aufzucht der Jungvögel. Die Jungvögel sind während der ersten 20 Tage ihres Lebens federlos und völlig hilflos. Nach dem Verlassen des Nestes werden sie lediglich für wenige Tage von den Eltern weiter gefüttert.

## Gattungen und Arten
Die Familie besteht aus 3 Gattungen und 31 Arten.
- Meropogon Bonaparte 1850
  - Celebesspint (M. forsteni)
- Merops Linnaeus 1758
  - Weißkehlspint (M. albicollis)
  - Rotscheitelspint (M. americanus)
  - Bienenfresser (M. apiaster)
  - Böhmspint (M. boehmi)
  - Schwarzkopfspint (M. breweri)
  - Grünstirnspint (M. bulocki)
  - Weißstirnspint (M. bullockoides)

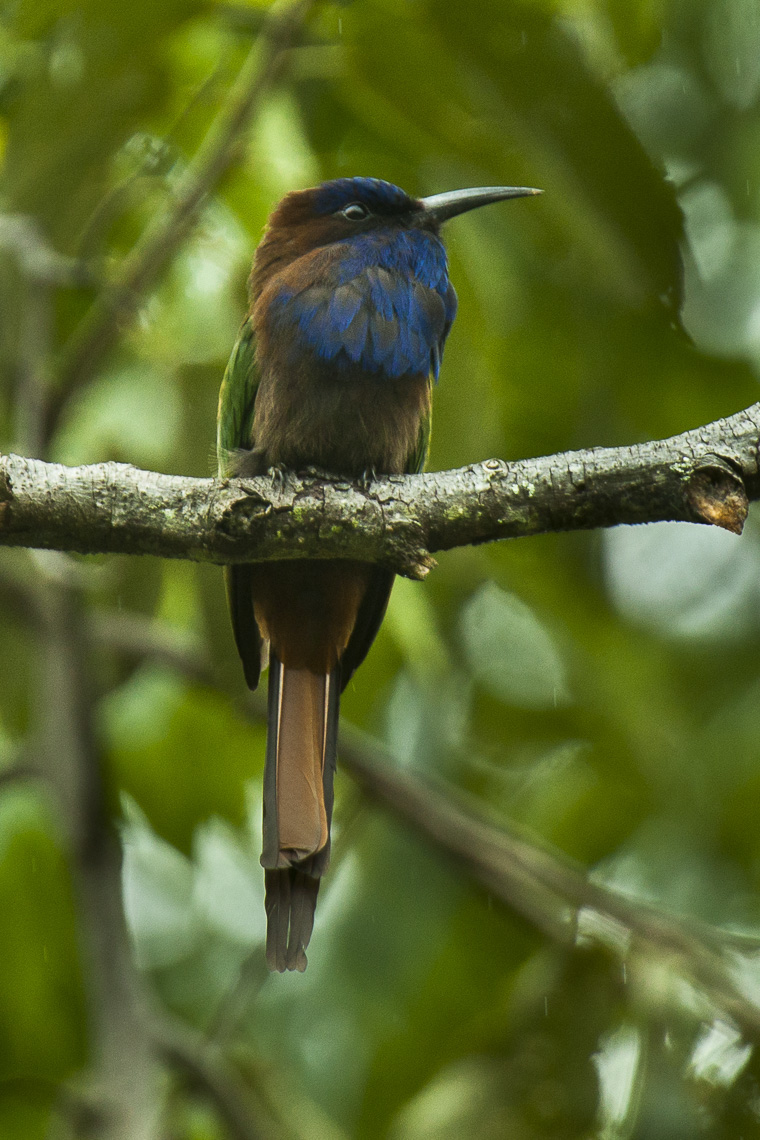
Celebesspint (Meropogon forsteni)

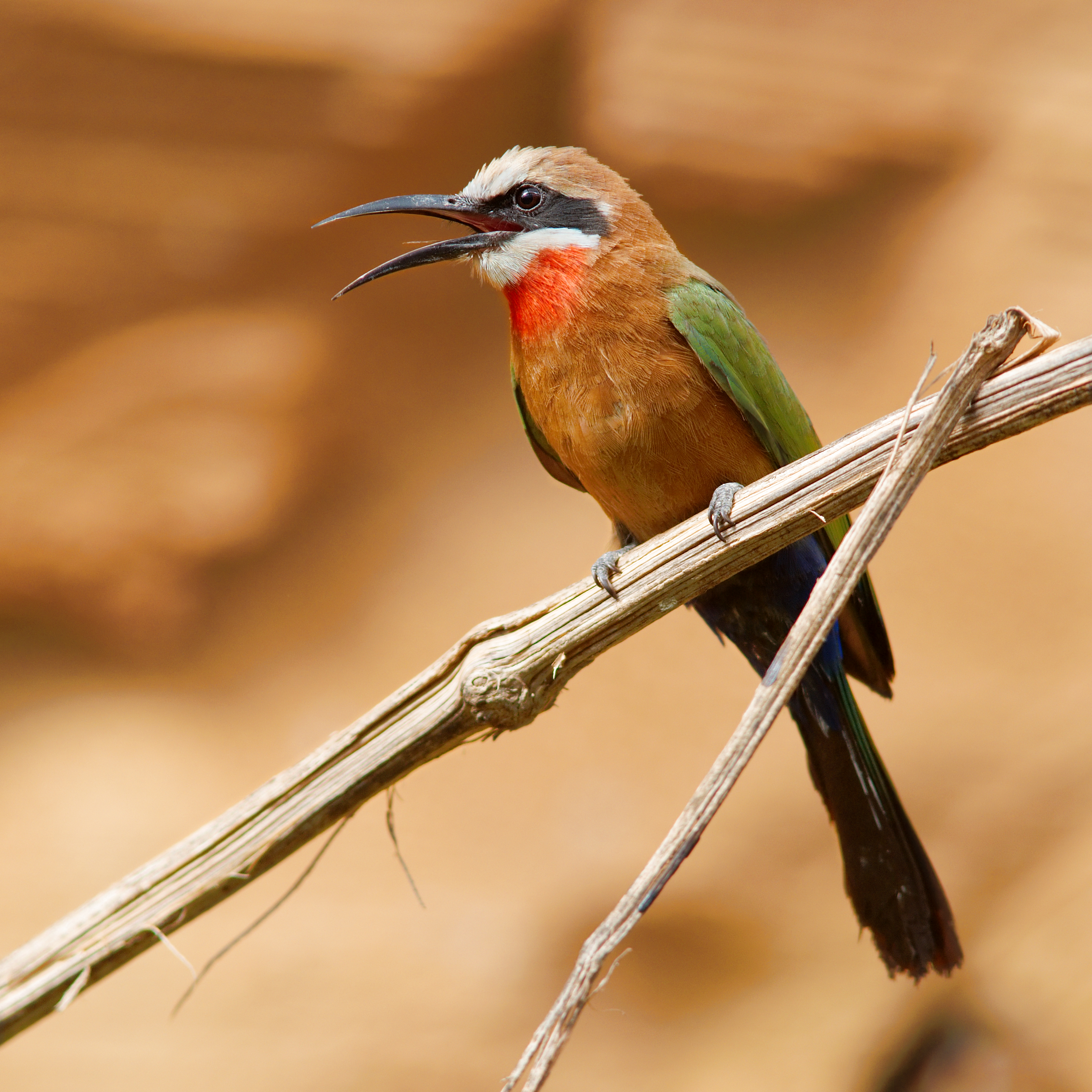
Weißstirnspint (Merops bullockoides)

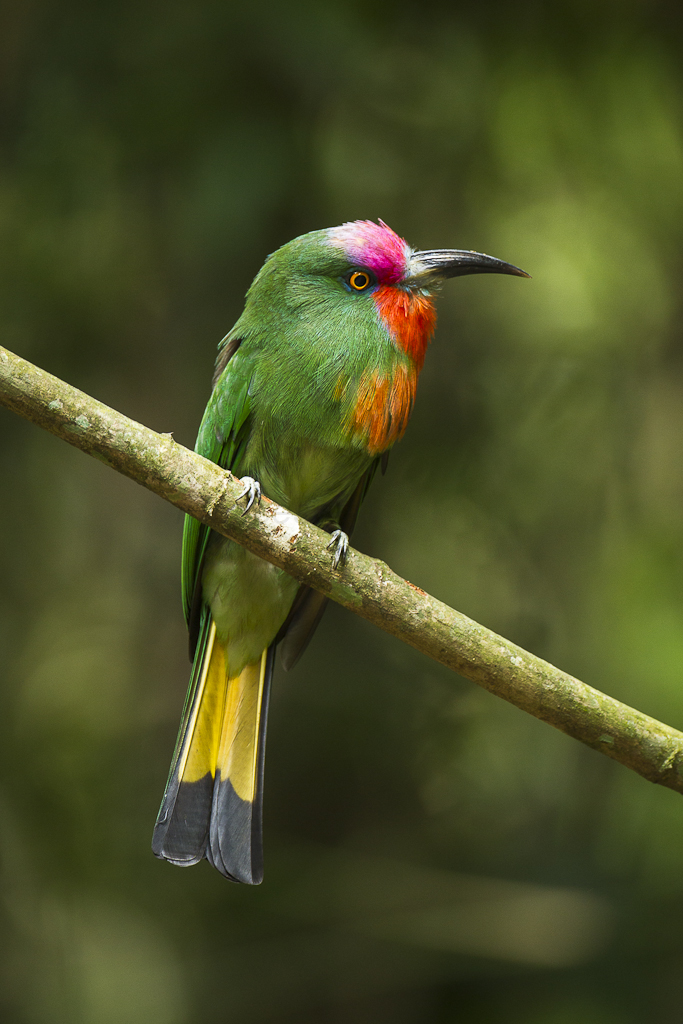
Rotbartspint (Nyctyornis amictus)

  - Arabiensmaragdspintspint (M. cyanophris)
  - Purpurspint (M. gularis)
  - Schwalbenschwanzspint (M. hirundineus)
  - Hochlandspint (M. lafresnayii)
  - Braunkopfspint (M. leschenaulti)
  - Rosenspint (M. malimbicus)
  - Türkisbartspint (M. mentalis)
  - Saphirspint (M. muelleri)
  - Scharlachspint (M. nubicoides)
  - Karminspint (M. nubicus)
  - Bergspint oder Schwarzbrustspint (M. oreobates)
  - Smaragdspint (M. orientalis)
  - Regenbogenspint (M. ornatus)
  - Blauwangenspint (M. persicus)
  - Blauschwanzspint (Merops philippinus)
  - Zwergspint (M. pusillus)
  - Somalispint (M. revoilii)
  - Madagaskarspint (M. superciliosus)
  - Blaubrustspint (M. variegatus)
  - Malaienspint (M. viridis)
  - Afrikasmaragdspint (M. viridissimus)
- Nachtspinte (Nyctyornis Jardine & Selby 1830)
  - Rotbartspint (N. amictus)
  - Blaubartspint (N. athertoni)

Die waldbewohnenden Nachtspinte (Nyctyornis) sind die Schwestergruppe aller anderen Bienenfresser und wurden manchmal als eigene Familie Nyctyornithidae abgetrennt.

## Belege
1. 1 2 3 4 5  David W. Winkler, Shawn M. Billerman, Irby J. Lovette: Bird Families of the World - An Invitation to the Spectacular Diversity of Birds. Lynx Edicions and the Cornell Lab of Ornithology, 2015, ISBN 978-84-941892-0-3. Seite 221 u. 222.